# Lamposaari (ö i Kajanaland, Kajana, lat 64,46, long 28,37)
Lamposaari är en ö i Finland. Den ligger i sjön Iso-Pyhäntä och i kommunen Ristijärvi i den ekonomiska regionen  Kajana ekonomiska region  och landskapet Kajanaland, i den centrala delen av landet, 500 km norr om huvudstaden Helsingfors. Öns area är 5,9 hektar och dess största längd är 350 meter i sydöst-nordvästlig riktning.